# جون سليد
جون سليد (بالإنجليزية: John Slade)‏ هو لاعب هوكي الحقل أمريكي، ولد في 30 مايو 1908 في فرانكفورت في ألمانيا، وتوفي في 11 سبتمبر 2005.

## وصلات خارجية
- جون سليد على موقع أوليمبيديا (الإنجليزية)